# 23degrees。
23degrees。는 이이즈카 마유미의 2번째 미니 음반. 2004년 2월 4일에 도쿠마 저팬 커뮤니케이션즈에서 발매.

## 해설
- 이이즈카 마유미의 2번째 미니앨범. 여자아이의 마음을 노래한 컨셉.
- 작사：이이즈카 마유미・작곡：이즈미카와 소라・편곡：하세가와 토모키로 전곡 통일시켰다.

## 수록곡
1. 23℃ Story
2. 초콜릿 코스모스(チョコレートコスモス)
3. 23degrees
4. 발렌타인 대작전(バレンタイン大作戦)
5. 너만을･･(君だけを･･)
6. 「또만나.」(「またね。」 )